# Златан Шеховић
Златан Шеховић (Београд, 8. август 2000) jе српски фудбалер. Игра на позицији левог бека, а тренутно наступа за Партизан.

## Клупска каријера
Након млађих селекција Партизана, Шеховић је дебитовао у сениорском фудбалу током пролећног дела сезоне 2017/18, наступајући у прволигашу Телеоптику. Првом тиму Партизана је прикључен у јуну 2018, а наредног месеца је потписао први професионални уговор са клубом. Дебитовао је за први тим Партизана 12. јула 2018. на утакмици против Рудара из Пљеваља у 1. колу квалификација за Лигу Европе. Током сезоне 2018/19. је забележио девет првенствених наступа. У мају 2019. је освојио и први трофеј у сениорској каријери, Куп Србије. Партизан је у финалу Купа савладао Црвену звезду (1:0), а Шеховић је на овој утакмици ушао на терен у 80. минуту.
Током јесењег дела сезоне 2019/20. добио је шансу на само на једној од 33 Партизанове утакмице. Ушао је на терен у другом полувремену првенственог сусрета са Вождовцем, кад је заменио Рајка Брежанчића. На клупи се седео још само на гостовању Јавору у Ивањици крајем септембра, а остале мечеве је посматрао са трибина. У јануару 2020. напустио је Партизан и прешао у екипу израелског прволигаша Макаби Нетању. У Партизан се вратио средином јуна 2022, потписавши трогодишњи уговор. На представљању је подигао дрес са бројем 12. Према писању медија, износ обештећења процењен је на 350 хиљада евра уз 20 одсто од следећег трансфера.

## Репрезентација
Са репрезентацијом Србије до 17 година је играо на Европском првенству 2017. у Хрватској. Касније је наступао и за селекције до 19 и 21 године.

## Статистика

### Клупска
Ажурирано 9. фебруара 2024.
| Клуб                  | Сезона   | Лига                  | Лига | Лига | Национални куп | Национални куп | Лига куп | Лига куп | Европа | Европа | Остало | Остало | Укупно | Укупно |
| Клуб                  | Сезона   | Дивизија              |      | Гол  |                | Гол            |          | Гол      |        | Гол    |        | Гол    |        | Гол    |
| --------------------- | -------- | --------------------- | ---- | ---- | -------------- | -------------- | -------- | -------- | ------ | ------ | ------ | ------ | ------ | ------ |
|                       |          |                       |      |      |                |                |          |          |        |        |        |        |        |        |
| Телеоптик (позајмица) | 2017/18. | Прва лига Србије      | 11   | 2    | —              | —              | —        | —        | —      | —      | —      | —      | 11     | 2      |
|                       |          |                       |      |      |                |                |          |          |        |        |        |        |        |        |
| Партизан              | 2018/19. | Суперлига Србије      | 9    | 0    | 2              | 0              | —        | —        | 2      | 0      | —      | —      | 13     | 0      |
| Партизан              | 2019/20. | Суперлига Србије      | 1    | 0    | 0              | 0              | —        | —        | 0      | 0      | —      | —      | 1      | 0      |
|                       |          |                       |      |      |                |                |          |          |        |        |        |        |        |        |
| Макаби Тел Авив       | 2019/20. | Премијер лига Израела | 10   | 0    | —              | —              | —        | —        | —      | —      | —      | —      | 10     | 0      |
| Макаби Тел Авив       | 2020/21. | Премијер лига Израела | 19   | 0    | 2              | 0              | 4        | 0        | —      | —      | —      | —      | 25     | 0      |
| Макаби Тел Авив       | 2021/22. | Премијер лига Израела | 32   | 1    | 2              | 0              | 4        | 0        | —      | —      | —      | —      | 38     | 1      |
| Макаби Тел Авив       | Укупно   | Укупно                | 61   | 1    | 4              | 0              | 8        | 0        | —      | —      | —      | —      | 73     | 1      |
|                       |          |                       |      |      |                |                |          |          |        |        |        |        |        |        |
| Партизан              | 2022/23. | Суперлига Србије      | 9    | 1    | 1              | 0              | —        | —        | 3      | 0      | —      | —      | 13     | 0      |
| Партизан              | 2023/24. | Суперлига Србије      | 2    | 0    | 2              | 0              | —        | —        | 0      | 0      | —      | —      | 4      | 0      |
| Укупно                | Укупно   | Укупно                | 21   | 1    | 5              | 0              | —        | —        | 5      | 0      | —      | —      | 31     | 1      |
|                       |          |                       |      |      |                |                |          |          |        |        |        |        |        |        |
| Каријера              | Каријера | Каријера              | 93   | 4    | 9              | 0              | 8        | 0        | 5      | 0      | —      | —      | 115    | 4      |
|                       |          |                       |      |      |                |                |          |          |        |        |        |        |        |        |

### Утакмице у дресу репрезентације
| Репрезентација Србије у узрасту до 15 година старости | Репрезентација Србије у узрасту до 15 година старости | Репрезентација Србије у узрасту до 15 година старости | Репрезентација Србије у узрасту до 15 година старости | Репрезентација Србије у узрасту до 15 година старости | Репрезентација Србије у узрасту до 15 година старости | Репрезентација Србије у узрасту до 15 година старости | Репрезентација Србије у узрасту до 15 година старости | Репрезентација Србије у узрасту до 15 година старости | Репрезентација Србије у узрасту до 15 година старости |
| #                                                     | Датум                                                 | Такмичење                                             | Локација                                              | Домаћин                                               | Резултат                                              | Гост                                                  | Гол                                                   | Реф.                                                  |                                                       |
| ----------------------------------------------------- | ----------------------------------------------------- | ----------------------------------------------------- | ----------------------------------------------------- | ----------------------------------------------------- | ----------------------------------------------------- | ----------------------------------------------------- | ----------------------------------------------------- | ----------------------------------------------------- | ----------------------------------------------------- |
| 1.                                                    | 16. април 2015.                                       | Пријатељска утакмица                                  | Кућа фудбала, Стара Пазова                            | Србија                                                | 3 : 3                                                 | Чешка                                                 |                                                       | [ 21 ]                                                |                                                       |
| 1                                                     | Укупан број утакмица и постигнутих погодака           | Укупан број утакмица и постигнутих погодака           | Укупан број утакмица и постигнутих погодака           | Укупан број утакмица и постигнутих погодака           | Укупан број утакмица и постигнутих погодака           | Укупан број утакмица и постигнутих погодака           | 0                                                     |                                                       |                                                       |

| Репрезентација Србије у узрасту до 16 година старости | Репрезентација Србије у узрасту до 16 година старости | Репрезентација Србије у узрасту до 16 година старости | Репрезентација Србије у узрасту до 16 година старости | Репрезентација Србије у узрасту до 16 година старости | Репрезентација Србије у узрасту до 16 година старости | Репрезентација Србије у узрасту до 16 година старости | Репрезентација Србије у узрасту до 16 година старости | Репрезентација Србије у узрасту до 16 година старости | Репрезентација Србије у узрасту до 16 година старости |
| #                                                     | Датум                                                 | Такмичење                                             | Локација                                              | Домаћин                                               | Резултат                                              | Гост                                                  | Гол                                                   | Реф.                                                  |                                                       |
| ----------------------------------------------------- | ----------------------------------------------------- | ----------------------------------------------------- | ----------------------------------------------------- | ----------------------------------------------------- | ----------------------------------------------------- | ----------------------------------------------------- | ----------------------------------------------------- | ----------------------------------------------------- | ----------------------------------------------------- |
| 1.                                                    | 27. октобар 2015.                                     | Пријатељска утакмица                                  | Бидгошч                                               | Пољска                                                | 1 : 2                                                 | Србија                                                |                                                       | [ 28 ]                                                |                                                       |
| 2.                                                    | 16. новембар 2015.                                    | Турнир пријатељства                                   | Тренинг центар Петар Милошевски, Скопље               | Северна Македонија                                    | 3 : 1                                                 | Србија                                                |                                                       | [ 29 ]                                                |                                                       |
| 3.                                                    | 18. новембар 2015.                                    | Турнир пријатељства                                   | Тренинг центар Петар Милошевски, Скопље               | Србија                                                | 0 : 3                                                 | Италија                                               |                                                       | [ 30 ]                                                |                                                       |
| 4.                                                    | 9. март 2016.                                         | Развојни турнир УЕФА                                  | Кућа фудбала, Стара Пазова                            | Србија                                                | 1 : 1                                                 | Израел                                                |                                                       | [ 31 ]                                                |                                                       |
| 5.                                                    | 11. март 2016.                                        | Развојни турнир УЕФА                                  | Кућа фудбала, Стара Пазова                            | Србија                                                | 1 : 2                                                 | Шкотска                                               |                                                       | [ 32 ]                                                |                                                       |
| 6.                                                    | 13. март 2016.                                        | Развојни турнир УЕФА                                  | Кућа фудбала, Стара Пазова                            | Србија                                                | 4 : 0                                                 | Молдавија                                             |                                                       | [ 33 ]                                                |                                                       |
| 7.                                                    | 15. мај 2016.                                         | Турнир „Виктор Бањиков“                               | Стадион Бaњикoв                                       | Србија                                                | 4 : 2                                                 | Летонија                                              |                                                       | [ 34 ]                                                |                                                       |
| 8.                                                    | 9. јун 2016.                                          | Меморијални турнир „Миљан Миљанић”                    | Стадион Чукаричког, Баново Брдо                       | Србија                                                | 0 : 1                                                 | Словенија                                             |                                                       | [ 35 ]                                                |                                                       |
| 9.                                                    | 10. јун 2016.                                         | Меморијални турнир „Миљан Миљанић”                    | Стадион Чукаричког, Баново Брдо                       | Србија                                                | 4 : 0                                                 | Црна Гора                                             |                                                       | [ 36 ]                                                |                                                       |
| 10.                                                   | 12. јун 2016.                                         | Меморијални турнир „Миљан Миљанић”                    | Стадион Чукаричког, Баново Брдо                       | Србија                                                | 1 : 3                                                 | Хрватска                                              |                                                       | [ 37 ]                                                |                                                       |
| 10                                                    | Укупан број утакмица и постигнутих погодака           | Укупан број утакмица и постигнутих погодака           | Укупан број утакмица и постигнутих погодака           | Укупан број утакмица и постигнутих погодака           | Укупан број утакмица и постигнутих погодака           | Укупан број утакмица и постигнутих погодака           |                                                       |                                                       |                                                       |

| Репрезентација Србије у узрасту до 17 година старости | Репрезентација Србије у узрасту до 17 година старости | Репрезентација Србије у узрасту до 17 година старости | Репрезентација Србије у узрасту до 17 година старости | Репрезентација Србије у узрасту до 17 година старости | Репрезентација Србије у узрасту до 17 година старости | Репрезентација Србије у узрасту до 17 година старости | Репрезентација Србије у узрасту до 17 година старости | Репрезентација Србије у узрасту до 17 година старости | Репрезентација Србије у узрасту до 17 година старости |
| #                                                     | Датум                                                 | Такмичење                                             | Локација                                              | Домаћин                                               | Резултат                                              | Гост                                                  | Гол                                                   | Реф.                                                  |                                                       |
| ----------------------------------------------------- | ----------------------------------------------------- | ----------------------------------------------------- | ----------------------------------------------------- | ----------------------------------------------------- | ----------------------------------------------------- | ----------------------------------------------------- | ----------------------------------------------------- | ----------------------------------------------------- | ----------------------------------------------------- |
| 1.                                                    | 30. јул 2016.                                         | Међународни турнир „Рацкеве”                          | Градски стадион, Српски Ковин                         | Чешка                                                 | 1 : 0                                                 | Србија                                                |                                                       | [ 38 ]                                                |                                                       |
| 2.                                                    | 1. август 2016.                                       | Међународни турнир „Рацкеве”                          | Градски стадион, Српски Ковин                         | Србија                                                | 1 : 2                                                 | Шкотска                                               |                                                       | [ 39 ]                                                |                                                       |
| 3.                                                    | 3. август 2016.                                       | Међународни турнир „Рацкеве”                          | Градски стадион, Српски Ковин                         | Мађарска                                              | 2 : 0                                                 | Србија                                                |                                                       | [ 40 ]                                                |                                                       |
| 4.                                                    | 20. септембар 2016.                                   | Пријатељска утакмица                                  | Кућа фудбала, Стара Пазова                            | Србија                                                | 6 : 2                                                 | Белорусија                                            |                                                       | [ 41 ]                                                |                                                       |
| 5.                                                    | 20. септембар 2016.                                   | Пријатељска утакмица                                  | Кућа фудбала, Стара Пазова                            | Србија                                                | 1 : 0                                                 | Белорусија                                            |                                                       | [ 42 ]                                                |                                                       |
| 6.                                                    | 26. октобар 2016.                                     | Квалификације за Европско првенство                   | Стадион Бруно Бући, Руси                              | Србија                                                | 3 : 1                                                 | Северна Македонија                                    |                                                       | [ 43 ]                                                |                                                       |
| 7.                                                    | 28. октобар 2016.                                     | Квалификације за Европско првенство                   | Стадион Бруно Бући, Руси                              | Србија                                                | 2 : 0                                                 | Албанија                                              |                                                       | [ 44 ]                                                |                                                       |
| 8.                                                    | 2. март 2017.                                         | Пријатељска утакмица                                  | Етно село Станишићи                                   | Босна и Херцеговина                                   | 1 : 1                                                 | Србија                                                |                                                       | [ 45 ]                                                |                                                       |
| 9.                                                    | 17. март 2017.                                        | Квалификације за Европско првенство                   | Капилов Парк, Гринок                                  | Србија                                                | 2 : 1                                                 | Швајцарска                                            |                                                       | [ 46 ]                                                |                                                       |
| 10.                                                   | 22. март 2017.                                        | Квалификације за Европско првенство                   | Капилов Парк, Гринок                                  | Црна Гора                                             | 0 : 1                                                 | Србија                                                |                                                       | [ 47 ]                                                |                                                       |
| 11.                                                   | 27. април 2017.                                       | Пријатељска утакмица                                  | Кућа фудбала, Стара Пазова                            | Србија                                                | 5 : 1                                                 | Украјина                                              |                                                       | [ 48 ]                                                |                                                       |
| 11                                                    | Укупан број утакмица и постигнутих погодака           | Укупан број утакмица и постигнутих погодака           | Укупан број утакмица и постигнутих погодака           | Укупан број утакмица и постигнутих погодака           | Укупан број утакмица и постигнутих погодака           | Укупан број утакмица и постигнутих погодака           | 0                                                     |                                                       |                                                       |

| Репрезентација Србије у узрасту до 18 година старости | Репрезентација Србије у узрасту до 18 година старости | Репрезентација Србије у узрасту до 18 година старости | Репрезентација Србије у узрасту до 18 година старости | Репрезентација Србије у узрасту до 18 година старости | Репрезентација Србије у узрасту до 18 година старости | Репрезентација Србије у узрасту до 18 година старости | Репрезентација Србије у узрасту до 18 година старости | Репрезентација Србије у узрасту до 18 година старости | Репрезентација Србије у узрасту до 18 година старости |
| #                                                     | Датум                                                 | Такмичење                                             | Локација                                              | Домаћин                                               | Резултат                                              | Гост                                                  | Мин.                                                  | Гол                                                   | Реф.                                                  |
| ----------------------------------------------------- | ----------------------------------------------------- | ----------------------------------------------------- | ----------------------------------------------------- | ----------------------------------------------------- | ----------------------------------------------------- | ----------------------------------------------------- | ----------------------------------------------------- | ----------------------------------------------------- | ----------------------------------------------------- |
| 1.                                                    | 11. децембар 2017.                                    | Међународни турнир у Израелу                          | СЦ ФС Израела, Тел Авив                               | Израел                                                | 1 : 0                                                 | Србија                                                |                                                       | [ 49 ]                                                |                                                       |
| 2.                                                    | 12. децембар 2017.                                    | Међународни турнир у Израелу                          | СЦ ФС Израела, Тел Авив                               | Немачка                                               | 1 : 0                                                 | Србија                                                |                                                       | [ 50 ]                                                |                                                       |
| 2                                                     | Укупан број утакмица и постигнутих погодака           | Укупан број утакмица и постигнутих погодака           | Укупан број утакмица и постигнутих погодака           | Укупан број утакмица и постигнутих погодака           | Укупан број утакмица и постигнутих погодака           | Укупан број утакмица и постигнутих погодака           | Укупан број утакмица и постигнутих погодака           | 0                                                     | [ 51 ]                                                |

| Репрезентација Србије у узрасту до 19 година старости | Репрезентација Србије у узрасту до 19 година старости | Репрезентација Србије у узрасту до 19 година старости | Репрезентација Србије у узрасту до 19 година старости | Репрезентација Србије у узрасту до 19 година старости | Репрезентација Србије у узрасту до 19 година старости | Репрезентација Србије у узрасту до 19 година старости | Репрезентација Србије у узрасту до 19 година старости | Репрезентација Србије у узрасту до 19 година старости | Репрезентација Србије у узрасту до 19 година старости |
| #                                                     | Датум                                                 | Такмичење                                             | Локација                                              | Домаћин                                               | Резултат                                              | Гост                                                  | Гол                                                   | Реф.                                                  |                                                       |
| ----------------------------------------------------- | ----------------------------------------------------- | ----------------------------------------------------- | ----------------------------------------------------- | ----------------------------------------------------- | ----------------------------------------------------- | ----------------------------------------------------- | ----------------------------------------------------- | ----------------------------------------------------- | ----------------------------------------------------- |
| 1.                                                    | 14. новембар 2018.                                    | Квалификације за Европско првенство                   | Стадион Стангмор Парк, Дунганон                       | Србија                                                | 2 : 2                                                 | Казахстан                                             |                                                       | [ 52 ]                                                |                                                       |
| 2.                                                    | 17. новембар 2018.                                    | Квалификације за Европско првенство                   | Стадион Овал, Белфаст                                 | Северна Ирска                                         | 1 : 3                                                 | Србија                                                |                                                       | [ 53 ]                                                |                                                       |
| 3.                                                    | 20. новембар 2018.                                    | Квалификације за Европско првенство                   | Стадион у Колерејну                                   | Пољска                                                | 1 : 4                                                 | Србија                                                |                                                       | [ 54 ]                                                |                                                       |
| 4.                                                    | 20. март 2019.                                        | Квалификације за Европско првенство                   | Стадион у Калдијеру                                   | Украјина                                              | 2 : 2                                                 | Србија                                                |                                                       | [ 55 ]                                                |                                                       |
| 5.                                                    | 23. март 2019.                                        | Квалификације за Европско првенство                   | Стадион Одерцо                                        | Србија                                                | 0 : 2                                                 | Белгија                                               |                                                       | [ 56 ]                                                |                                                       |
| 6.                                                    | 26. март 2019.                                        | Квалификације за Европско првенство                   | Стадион Еуганео, Падова                               | Србија                                                | 0 : 2                                                 | Италија                                               |                                                       | [ 57 ]                                                |                                                       |
| 6                                                     | Укупан број утакмица и постигнутих погодака           | Укупан број утакмица и постигнутих погодака           | Укупан број утакмица и постигнутих погодака           | Укупан број утакмица и постигнутих погодака           | Укупан број утакмица и постигнутих погодака           | Укупан број утакмица и постигнутих погодака           | Укупан број утакмица и постигнутих погодака           |                                                       |                                                       |

| Репрезентација Србије у узрасту до 21 године старости | Репрезентација Србије у узрасту до 21 године старости | Репрезентација Србије у узрасту до 21 године старости | Репрезентација Србије у узрасту до 21 године старости | Репрезентација Србије у узрасту до 21 године старости | Репрезентација Србије у узрасту до 21 године старости | Репрезентација Србије у узрасту до 21 године старости | Репрезентација Србије у узрасту до 21 године старости | Репрезентација Србије у узрасту до 21 године старости | Репрезентација Србије у узрасту до 21 године старости |
| #                                                     | Датум                                                 | Такмичење                                             | Локација                                              | Домаћин                                               | Резултат                                              | Гост                                                  | Гол                                                   | Реф.                                                  |                                                       |
| ----------------------------------------------------- | ----------------------------------------------------- | ----------------------------------------------------- | ----------------------------------------------------- | ----------------------------------------------------- | ----------------------------------------------------- | ----------------------------------------------------- | ----------------------------------------------------- | ----------------------------------------------------- | ----------------------------------------------------- |
| 1.                                                    | 15. октобар 2019.                                     | Квалификације за Европско првенство                   | Стадион Виђева, Лођ                                   | Пољска                                                | 1 : 0                                                 | Србија                                                |                                                       | [ 58 ]                                                |                                                       |
| 2.                                                    | 4. септембар 2020.                                    | Квалификације за Европско првенство                   | Олимпијски центар Земгалес, Јелгава                   | Летонија                                              | 2 : 2                                                 | Србија                                                |                                                       | [ 59 ]                                                |                                                       |
| 3.                                                    | 8. септембар 2020.                                    | Квалификације за Европско првенство                   | Стадион Металца, Горњи Милановац                      | Србија                                                | 1 : 2                                                 | Бугарска                                              |                                                       | [ 60 ]                                                |                                                       |
| 4.                                                    | 9. октобар 2020.                                      | Квалификације за Европско првенство                   | Стадион Металца, Горњи Милановац                      | Србија                                                | 1 : 0                                                 | Пољска                                                |                                                       | [ 61 ]                                                |                                                       |
| 5.                                                    | 13. октобар 2020.                                     | Квалификације за Европско првенство                   | Парну Ранастадион, Парну                              | Естонија                                              | 0 : 0                                                 | Србија                                                |                                                       | [ 62 ]                                                |                                                       |
| 6.                                                    | 30. март 2021.                                        | Пријатељска утакмица                                  | Бахчешехир арена, Алања                               | Турска                                                | 0 : 1                                                 | Србија                                                |                                                       | [ 63 ]                                                |                                                       |
| 7.                                                    | 7. септембар 2021.                                    | Квалификације за Европско првенство                   | Стадион Биљанини извори, Охрид                        | Северна Македонија                                    | 0 : 0                                                 | Србија                                                |                                                       | [ 64 ]                                                |                                                       |
| 8.                                                    | 7. октобар 2021.                                      | Квалификације за Европско првенство                   | Фудбалска академија, Јереван                          | Јерменија                                             | 1 : 4                                                 | Србија                                                |                                                       | [ 65 ]                                                |                                                       |
| 9.                                                    | 12. октобар 2021.                                     | Квалификације за Европско првенство                   | Стадион Партизана, Београд                            | Србија                                                | 0 : 3                                                 | Француска                                             |                                                       | [ 66 ]                                                |                                                       |
| 10.                                                   | 12. новембар 2021.                                    | Квалификације за Европско првенство                   | Стадион Карађорђе, Нови Сад                           | Србија                                                | 0 : 0                                                 | Фарска Острва                                         |                                                       | [ 67 ]                                                |                                                       |
| 11.                                                   | 16. новембар 2021.                                    | Квалификације за Европско првенство                   | Арена Лавов, Лавов                                    | Украјина                                              | 2 : 1                                                 | Србија                                                |                                                       | [ 68 ]                                                |                                                       |
| 11                                                    | Укупан број утакмица и постигнутих погодака           | Укупан број утакмица и постигнутих погодака           | Укупан број утакмица и постигнутих погодака           | Укупан број утакмица и постигнутих погодака           | Укупан број утакмица и постигнутих погодака           | Укупан број утакмица и постигнутих погодака           | 0                                                     |                                                       |                                                       |

## Трофеји
Партизан
- Куп Србије : 2018/19.[69]